# Edward (książę Guimarães)
Infant Edward, 4 książę Guimarães, (ur. 7 października 1515 r. w Lizbonie, zm. 20 września 1540 r.) – portugalski infant, szósty syn króla Manuela I i jego żony Marii Aragońskiej.
Jego guwernerem i nauczycielem był André de Resende (Dominikanin, zwany ojcem archeologii portugalskiej), który później napisał jego biografię. Edward był muzykiem, uwielbiał polować.
W 1537 r. ożenił się z Izabelą Braganza, córką Jakuba Braganza. Po ślubie infant Edward stał się 4. księciem Guimarães.
Z Izabelą Braganza miał trójkę dzieci:
- infantkę Marie Guimarães (1538-1577), wyszła za mąż za Aleksandra Farnese.
- infantkę Katarzynę Guimarães (1540-1614), księżna Bragranza wyszła za mąż za Jana, 6. księcia Bragranza, była jedną z kandydatek do tronu portugalskiego w czasie kryzysu dynastycznego w 1580 r. Jej wnukiem był Jan IV Szczęśliwy Braganza, król Portugalii
- infanta Edwarda, 5. księcia Guimarães (1541-1576).

Został pochowany w Klasztorze Hieronimitów w Lizbonie.